# Бурго, Жан-Люк
Жан-Люк Бурго (фр. Jean-Luc Bourgeaux)  — французский политик,  депутат Национального собрания 

## Биография
Родился 10 апреля 1963 года в городе Сен-Мало (департамент Иль и Вилен).
Член муниципального совета коммуны Шеррюэ с 1989 года, в марте 2001 года он был избран мэром этой коммуны. В 2008 году был переизбран на этот пост, и в том же году избран в Генеральный совет департамента Иль и Вилен от кантона Доль-де-Бретань.
В 2014 году Жан-Люк Бурго в третий раз победил на муниципальных выборах в Шеррюэ. В следующем году он баллотировался на выборах в новый орган – Совет департамента Иль и Вилен – от кантона Доль-де-Бретань в паре с Аньес Тутан и был избран в этот Совет. 
Заместитель депутатов Национального собрания Рене Куано (2007-2012 гг.) и Жиля Жиля Люртона (2012-2020 гг.), он сменил последнего 1 августа 2020 года после избрания его мэром города Сен-Мало и последующего отказа от депутатского мандата. В соответствии с тем же законом о невозможности совмещения мандатов Жан-Люк Бурго оставил пост мэра Шеррюэ. Не является членом партии «Республиканцы», но считает себя по политическим взглядам близким к ней. В Национальном собрании входит в группу «Республиканцы».
На выборах в Национальное собрание в 2022 году баллотировался в седьмом округе департамента Иль и Вилен от правого блока и сумел сохранить мандат депутата, набрав во втором туре 52,2 % голосов. Входит в состав Комиссии по экономике Национального собрания. 

## Занимаемые должности
03.1989 — 03.2001 — член совета коммуны Шаррюэ 

23.03.2001 — 08.2020 — мэр коммуны Шаррюэ 

11.03.2008 — 28.03.2015 — член Генерального совета департамента Иль и Вилен от кантона Доль-де-Бретань 

с 29.03.2015 — член Совета департамента Иль и Вилен от кантона Доль-де-Бретань 

с 01.08.2020 — депутат Национального собрания Франции от 7-го округа департамента Иль и Вилен 

с 08.2020 — член совета коммуны Шаррюэ 